# Drapak (województwo wielkopolskie)
Drapak – wieś w Polsce położona w województwie wielkopolskim, w powiecie nowotomyskim, w gminie Opalenica. Miejscowość wchodzi w skład sołectwa Troszczyn. 
Na zachód od Drapaka przepływa Mogilnica
W okresie okupacji hitlerowskiej przejściowo zmieniono nazwę urzędową miejscowości na Liebwalde (17 maja 1943).
W latach 1975–1998 miejscowość położona była w województwie poznańskim.